# 리지 그린
리지 그린(Lizzy Greene, 2003년 5월 1일 ~ )은 미국의 배우이다.

## 출연 작품
- 니키, 리키, 디키 & 던 (2014-18) - 던 하퍼 역
- 어 밀리언 리틀 씽즈 (2018-23) - 소피 딕슨 역